# Günter Pfitzmann
Günter Pfitzmann

Link zum Bild

Günter Erich Helmut Pfitzmann (* 8. April 1924 in Berlin; † 30. Mai 2003 ebenda) war ein deutscher Schauspieler, Synchronsprecher und Kabarettist. Pfitzmann, der häufig Figuren mit der „typischen Berliner Mischung aus Herz und Schnauze“ verkörperte, erlangte insbesondere durch Hauptrollen in Fernsehserien wie Praxis Bülowbogen, Drei Damen vom Grill und Der Havelkaiser größere Popularität.

## Leben

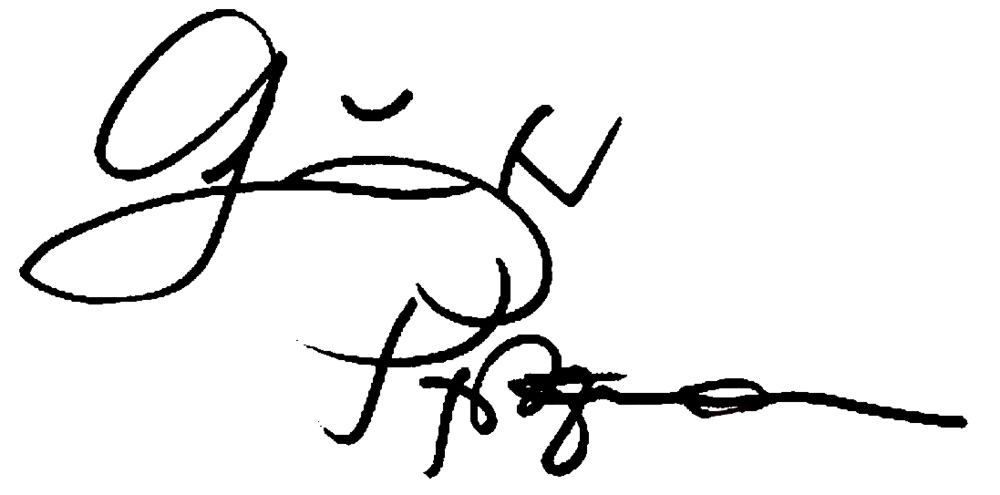
Autogramm Günter Pfitzmann

Günter Pfitzmann war der Sohn von Erich und Charlotte Pfitzmann. Er hatte einen Bruder namens Karl-Heinz Pfitzmann. Im Jahr 1942 legte er das Abitur ab und wurde anschließend zur Wehrmacht eingezogen. Durch eine Verwundung am Bein konnte er ein ursprünglich angestrebtes Sportstudium nicht aufnehmen. Pfitzmann wandte sich daraufhin der Schauspielerei zu und nahm Schauspielunterricht bei Fritz Kirchhoff an der Schauspielschule „Der Kreis“ in Berlin-Charlottenburg.
Bereits während seiner Ausbildung (1945–1947) bekam er Rollen in neun Stücken des Landestheaters Mark Brandenburg, das damals im Theater des Neuen Palais beim Schloss Sanssouci in Potsdam spielte. In Berlin begann seine Theaterkarriere 1952 an der „Komödie“, wo er sie auch 1985 beendete. In dieser Zeit spielte er außerdem im Theater am Kurfürstendamm, in der Freien Volksbühne', im Hebbel-Theater und im Berliner Theater.
Günter Pfitzmann gehörte zu den Gründungsmitgliedern der Berliner Kabarettgruppe „Die Stachelschweine“, bei denen er von 1949 bis 1957 und dann wieder 1965 zum Eröffnungsprogramm des neuen Kabarett-Theaters im Berliner Europa-Center auftrat. Im Rahmen seiner Schauspielkarriere spielte er in mehr als 50 Filmen und Fernsehserien den Berliner mit Herz und Schnauze.
Seine frühen Filme waren unter anderem: Der Hauptmann und sein Held (1955), Dr. Crippen lebt (1958), Hunde, wollt ihr ewig leben (1958) und vor allem Die Brücke (1959). Zudem spielte er die Titelrolle in dem Edgar-Wallace-Film Der Zinker (1963).
Die erste Fernsehserie mit ihm als Hauptdarsteller war Am grünen Strand der Spree (1960), nach dem gleichnamigen Buch von Hans Scholz. Er spielte den Schauspieler Bob Arnoldis. Weitere Hauptdarsteller waren unter anderem Bum Krüger, Werner Lieven, Malte Jaeger, Peter Pasetti und Elisabeth Müller. Danach folgte Gestatten, mein Name ist Cox (1961) nach dem Buch von Rolf und Alexandra Becker. An seiner Seite spielten in den ersten Folgen neben Ellen Schwiers auch „Stachelschwein“-Kollege Wolfgang Neuss.
Nach den 1960er Jahren trat Pfitzmann fast nur noch in Fernsehverfilmungen auf. So hatte er Gastauftritte in der Serie Das Kriminalmuseum (1968) (der ersten Krimi-Serie, die im ZDF ausgestrahlt wurde), in der Familienserie Die Unverbesserlichen (mit Inge Meysel und Joseph Offenbach), in PS – Geschichten ums Auto (1975), in der Tatort-Folge Feuerzauber (1977), in der nach Hans Fallada verfilmten Serie Ein Mann will nach oben (1978) mit Ursela Monn und Mathieu Carrière, in der Arztserie Klinik unter Palmen (1996) und im Traumschiff (2000). Seine bekanntesten Serienrollen im Fernsehen waren die des Otto Krüger aus der Serie Drei Damen vom Grill (1977–1985), die des Dr. Brockmann aus der Serie Praxis Bülowbogen (1987–1996) und die des Richard Kaiser in der Familienserie Der Havelkaiser (1994–2000).

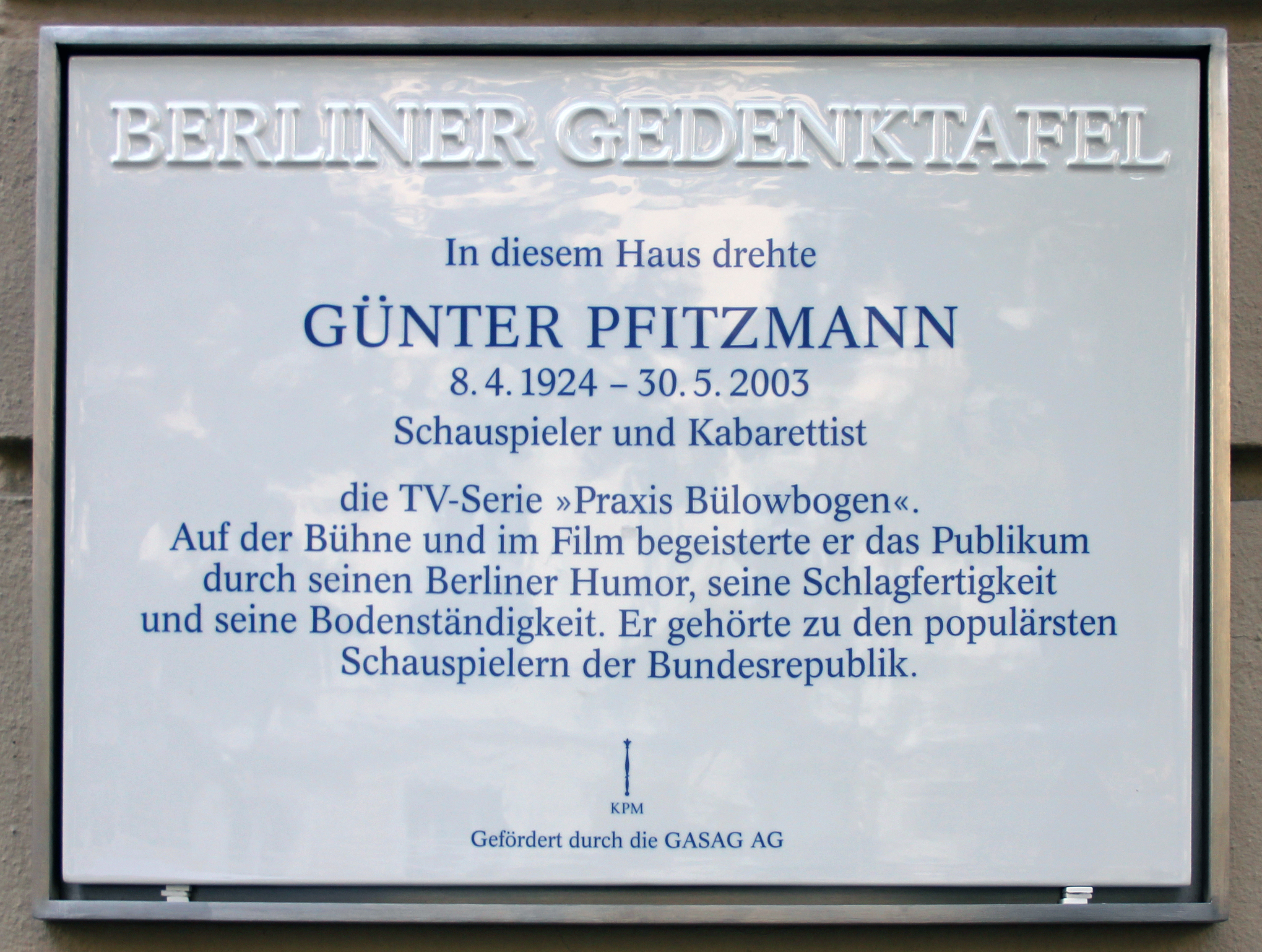
Berliner Gedenktafel am Haus Zietenstraße 22 in Berlin-Schöneberg

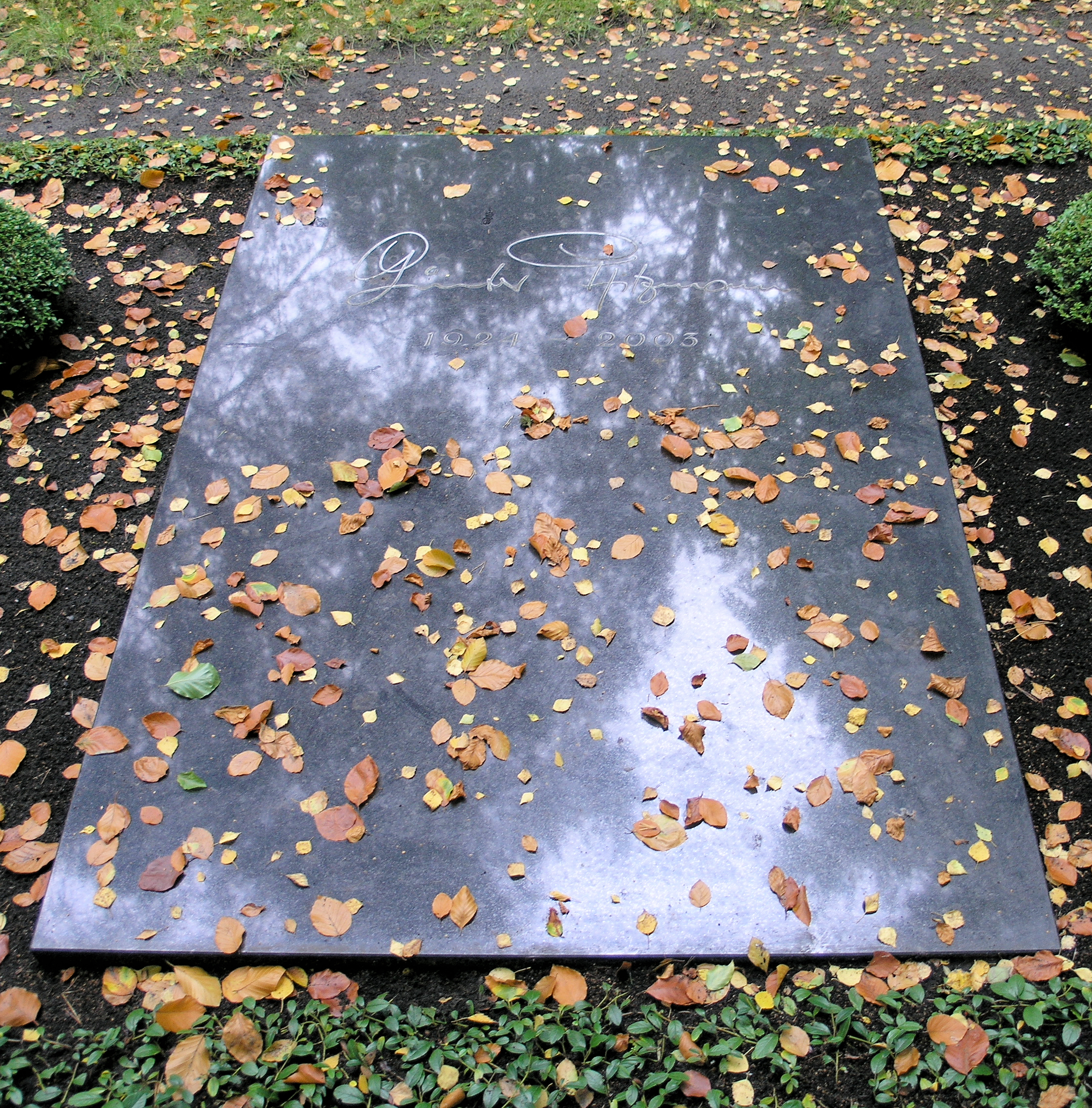
Ehrengrabstätte auf dem Waldfriedhof Zehlendorf

Einer der Höhepunkte in Pfitzmanns Laufbahn war die Mitwirkung in dem Musical My Fair Lady, wo er als Professor Henry Higgins sowohl in Hamburg als auch Berlin agierte. Als Conférencier begleitete er in den 1970er Jahren den (englisch sprechenden) Komiker Marty Feldman bei dessen Tournee durch Deutschland.
Neben Theater, Film und Fernsehen arbeitete Pfitzmann auch als Synchronsprecher. Er hatte Synchronhauptrollen in Filmen wie 20.000 Meilen unter dem Meer (Kirk Douglas), Pepé le Moko (Jean Gabin) oder Unter Wasser rund um die Welt (Lloyd Bridges). In der von 1984 stammenden Neusynchronisation von Asterix der Gallier (1967) sprach er den Obelix, ebenso wie in der 1986–1992 produzierten Asterix-Hörspielreihe von EUROPA. Fans entdeckten Günter Pfitzmann auch als Sprecher in den Hörspielserien Die drei ??? und TKKG. In dem Fantasy-Film Time Bandits von 1981 spricht Pfitzmann den Zwerg Randall. Darüber hinaus drehte Pfitzmann als Testimonial mit seiner sonoren Stimme TV-Werbespots für die alkoholische Pralinenmarke Edle Tropfen. Als Sänger interpretierte Pfitzmann das Lied Irgendwo ist immer noch was offen in Berlin, ein von Komponist Klaus Günter Neumann geschriebenes Stück, das von dem pulsierenden Nachtleben der deutschen Großstadt erzählt.
Im März 1999 veröffentlichte Günter Pfitzmann gemeinsam mit Herbert Köfer das Musikalbum Mit Herz & Schnauze, auf dem gesangliche Einzelinterpretationen sowie gemeinsame Duette von Pfitzmann und Köfer enthalten sind. Im selben Jahr gründete er zusammen mit Harald Juhnke und Walter Plathe das Zille-Museum in Berlin.
Seinen letzten Film drehte er 2001 unter der Regie von Ulrich König mit der Gaby-Hauptmann-Verfilmung Die Meute der Erben als Bauunternehmer Arno Adelmann in der Hauptrolle. 2002 wirkte er als Gastdarsteller in zwei Serienfolgen mit, seinen letzten Fernsehauftritt hatte er als Patient in der ARD-Krankenhausserie In aller Freundschaft (Folge 162: Eine heikle Entscheidung).
Am 15. Oktober 2018 wurde am ehemaligen Drehort der Fernsehserie Praxis Bülowbogen in Berlin-Schöneberg, Zietenstraße 22, eine Berliner Gedenktafel enthüllt.

### Privatleben
Günter Pfitzmann war mit der Schauspielerin Karin Hübner und seit 1964 mit Lilo Giebken verheiratet, mit der er zwei Söhne hatte, darunter den Arzt Robert Pfitzmann, der als Chefarzt am Jüdischen Krankenhaus Berlin tätig ist. Pfitzmann wohnte bis zu seinem Tod in Berlin-Nikolassee. Dort wurde im April 2017 ein Platz nach ihm benannt. Er war Mitglied der Deutschen Angestellten-Gewerkschaft.
Anlässlich des 100. Geburtstages von Günter Pfitzmann am 8. April 2024 erinnerte der rbb am 5. April 2024 in der Sendung „Der Tag in Berlin und Brandenburg“ zusammen mit seinem Sohn, dem Arzt Robert Pfitzmann, an den vielseitigen Schauspieler und Charakterdarsteller.

### Krankheit und Tod
Der Schauspieler starb am 30. Mai 2003 im Alter von 79 Jahren an den Folgen eines Herzinfarktes. Laut Medienberichten war er schon zwei Jahre vor seinem Tod unheilbar an Lungenkrebs erkrankt, wusste jedoch von dieser Diagnose nichts. Er wurde unter großer Anteilnahme der Bevölkerung in der Abt. XVI-A W28 des Waldfriedhofs Zehlendorf in Berlin-Nikolassee beigesetzt. Die Trauerfeier in der Berliner Gedächtniskirche wurde live im Fernsehen vom rbb und deutschlandweit von n-tv übertragen.
Am 24. März 2020 beschloss der Senat von Berlin, das Grab Pfitzmanns als Ehrengrab auszuzeichnen.

## Sonstiges
- Pfitzmann beteiligte sich 2001 an der Buddy Bär Berlin Show; zusammen mit seiner Frau Lilo gestaltete er einen Bären, der zwei Jahre vor dem Theater am Kurfürstendamm stand. Im Januar 2003 wurde dieser Bär im Beisein des Ehepaares Pfitzmann in der Mercedeswelt am Salzufer zu Gunsten von Berliner Kinderhilfsorganisationen versteigert.[14]
- Ein Schulfreund von Günter Pfitzmann war der in der DDR als „Maxe Baumann“ bekannt gewordene Gerd E. Schäfer, der auch kleinere Auftritte in Pfitzmanns Serien Praxis Bülowbogen, Berliner Weiße mit Schuss und Der Havelkaiser hatte.[15]
- Pfitzmann soll ursprünglich ein Ticket für den Flug 4590 mit der Air-France Concorde am 25. Juli 2000 nach New York gebucht haben, um von dort an Bord des Kreuzfahrtschiffes Deutschland zu gehen und auf diesem als Entertainer aufzutreten. Wegen eines Herzinfarktes Mitte April sagte er den Flug ab und entging Medienberichten zufolge so dem Absturz, bei dem alle Passagiere starben. Die Geschichte wurde in der Presse widersprüchlich dargestellt. So bezeichnete die Reederei die Aussagen über ein Engagement Pfitzmanns als teilweise unzutreffend. Außerdem wurde bezweifelt, dass überhaupt Flugtickets gebucht waren.[16]

## Filmografie

### Kino
- 1950: Nur eine Nacht
- 1952: Die Spur führt nach Berlin (ohne Namensnennung)
- 1954: Emil und die Detektive
- 1955: Oberwachtmeister Borck
- 1955: Der Hauptmann und sein Held
- 1955: Ihr Leibregiment
- 1956: Spion für Deutschland
- 1956: Jede Nacht in einem anderen Bett
- 1957: Siebenmal in der Woche
- 1958: Das verbotene Paradies
- 1958: Dr. Crippen lebt
- 1958: Herz ohne Gnade
- 1958: Ich werde dich auf Händen tragen
- 1958: Taiga
- 1959: Hunde, wollt ihr ewig leben
- 1958: Nick Knattertons Abenteuer
- 1959: Die Brücke
- 1959: Abschied von den Wolken
- 1959: Drillinge an Bord
- 1959: Nacht fiel über Gotenhafen
- 1960: Heldinnen
- 1960: Brücke des Schicksals
- 1961: Das Wunder des Malachias
- 1961: Immer Ärger mit dem Bett
- 1961: Auf Wiedersehen
- 1962: Nachts ging das Telefon
- 1963: Der Zinker
- 1967: Das Geständnis eines Mädchens
- 1971: Der Kapitän
- 1975: Lieb Vaterland magst ruhig sein
- 1980: Warum die UFOs unseren Salat klauen

### Fernsehen (Auswahl)
- 1959: Straße der Gerechten
- 1960: Am grünen Strand der Spree
- 1961: Der Schwierige
- 1961: Gestatten, mein Name ist Cox
- 1964: Der Doktor
- 1965: Gestatten, mein Name ist Cox (Staffel 2)
- 1966/1968: Wilhelmina
- 1968: Das Kriminalmuseum: Die Postanweisung
- 1969: Tagebuch eines Frauenmörders
- 1970: Die Unverbesserlichen: … und die Liebe
- 1971: Die Unverbesserlichen: … und ihr Stolz
- 1971: Wer kennt diesen Mann?
- 1972: Die Schöngrubers
- 1973: Lokaltermin: Dein Eid ist Meineid
- 1973: Der Nervtöter
- 1975: Beschlossen und verkündet: Ehrenmänner
- 1975–1976: PS – Geschichten um das Auto
- 1977: Tatort: Feuerzauber
- 1977–1986: Drei Damen vom Grill
- 1978: Ein Mann will nach oben
- 1979: Die Koblanks
- 1980: Bühne frei für Kolowitz
- 1984–1994: Berliner Weiße mit Schuß
- 1986: Das Traumschiff: Thailand
- 1987–1996: Praxis Bülowbogen
- 1989–1992: Der Millionenerbe
- 1993: Glückliche Reise – Neuseeland
- 1994–2000: Der Havelkaiser
- 1997: Röpers letzter Tag
- 1998: Letzte Chance für Harry
- 2000: Traumschiff 2000 – Bali
- 2000: Sleepy
- 2000: Ein lasterhaftes Pärchen
- 2001: Die Meute der Erben
- 2002: Heimatgeschichten: Zwei vom gleichen Schlag
- 2002: In aller Freundschaft Folge 162: Eine heikle Entscheidung

## Hörspiele (Auswahl)
- 1953: Heinz Oskar Wuttig: Nachtstreife (Otto) – Regie: Peter Thomas (Original-Hörspiel – RIAS Berlin)
- 1954: Erich Wildberger: Ring über Ostkreuz (2 Teile) (Kurt Seifert) – Regie: Curt Goetz-Pflug (SFB)
- 1955: Wolfdietrich Schnurre: Spreezimmer möbliert (Albert, Referendar) – Regie: Hanns Korngiebel (RIAS Berlin)
- 1963: Horst Pillau: Der Doktor – Regie: Günther Schwerkolt (SFB)
- 1977 Kurt Tucholsky Sämtliche Werke, Gedichte, Prosa (CD)
- 1984: Europa-Hörspiel: Larry Brent - Atomgespenster
- 1985: Europa-Hörspiel: Die drei ??? und der heimliche Hehler, Asterix bei den Olympischen Spielen

## Auszeichnungen

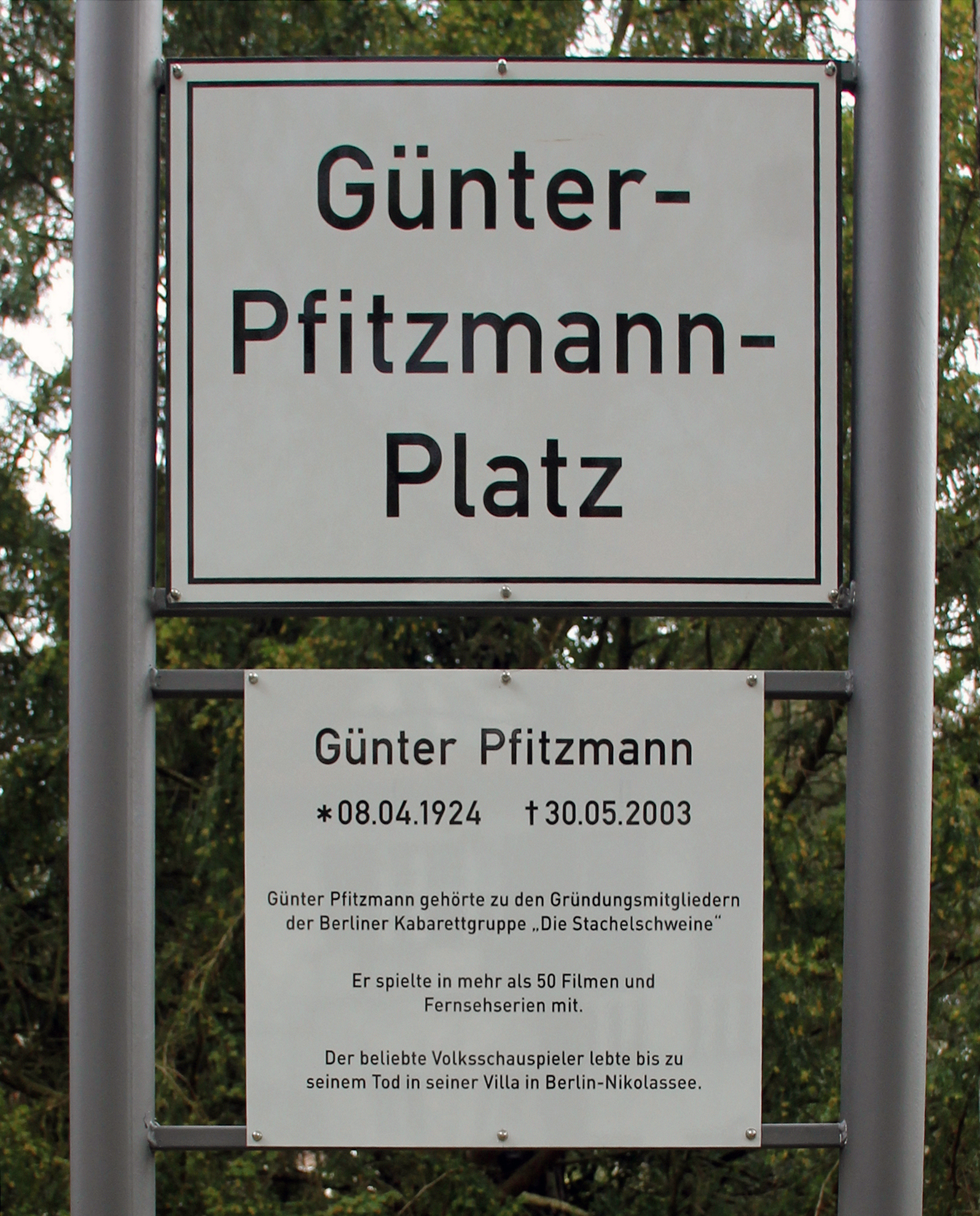
Tafel am Günter-Pfitzmann-Platz in Berlin-Nikolassee

- 1956: Berliner Kunstpreis (Preis der Jungen Generation)
- 1977: Goldener Vorhang
- 1978: Verdienstkreuz am Bande der Bundesrepublik Deutschland[17]
- 1980: Goldener Vorhang
- 1981: Goldener Vorhang
- 1988: Telestar
- 1994: Verdienstorden des Landes Berlin
- 2000: Goldene Kamera
- 2002: Goldener Wuschel von Brisant für sein Lebenswerk
- 2017: Unweit des früheren Wohnhauses des Schauspielers im Ortsteil Berlin-Nikolassee wurde ein Platz nach Pfitzmann benannt – die Enthüllung des Schildes erfolgte anlässlich des 93. Geburtstages im Beisein seiner Witwe und der beiden Söhne. Der bis dahin namenlose Platz liegt an der Matterhornstraße.[7][18]